# 陳覺 (中共黨員)
陳覺（1903年—1928年10月14日），湖南醴陵人，中國共產黨黨員，他和妻子赵云霄均遭到中國國民黨處決。

## 个人经验
陳覺1903年出生于湖南省东部的醴陵。 他7岁那年开始在私塾学习。1922年，他进入醴陵县立中学學習。两年后的1924年，他加入中国共产主义青年团，当选为醴陵县立中学学生会主席。1925年，他加入了中国共产党 。 9月，他前往莫斯科中山大学學習。 

## 家庭
妻子赵云霄也是中共黨員。他们在莫斯科相识並結婚。在简单的婚礼中，他们发誓要献身于中国革命。 他们于1927年9月从莫斯科返回湖南 。 陈被杀后，他的妻子于1929年2月生下了他们的女儿陳启明。 赵很快在1929年3月24日被杀。 然后，他们的小女儿由陈的父母抚养。 但他们的女儿由于身體虚弱而在4岁时去世。

## 政治活动
当他和他的妻子从苏联莫斯科返回中華民國，前往湖南工作。 1927年11月，他与妻子前往醴陵工作。 在中共领导下，他发动醴陵年关暴动，参與了醴陵的游击戰和醴陵苏维埃政府的建立。 1928年4月，他和妻子前往位於湖南长沙的中共湖南省委工作。當年夏天，他以中共湖南省委特派员身份去了常德 ，主持中共湘西特委工作。

## 被殺
1928年，陳覺在中共湘西特委工作时被一位同事出卖，然后他被中國国民党逮捕。当他受到审判时，他诅咒军事指挥官陳嘉佑。 指挥官被激怒了，但陳嘉佑无权杀死陳覺。 因而陳覺又被送往长沙陆军监狱进行了另一次审判。 尽管他遭到了虐待，但他从未泄漏过有關中共的任何秘密。 最終他被中國国民党以“策划暴动，图谋不轨”的罪名處決。 